# Fußballer des Jahres der Niederlande
Mit dem Titel Fußballer des Jahres der Ehrendivision (Voetballer van het Jaar van de Eredivisie) wurde seit 1984 jedes Jahr der beste Spieler der Eredivisie ausgezeichnet. Eigentlich wurde dieser Titel bereits seit 1982 von den Zeitungen De Telegraaf und Voetbal International als Goldener Schuh (Gouden Schoen) vergeben, im Jahr 2006 kam es zu einer Vereinigung der beiden Auszeichnungen.
Der beste Nachwuchsspieler wird mit dem Johan Cruijff Prijs geehrt, der beste Trainer mit dem Rinus Michels Award.

## Jährliche Auszeichnungen

### Fußballer des Jahres der Niederlande
| Jahr                               | Spieler             | Nationalität   | Verein              | Spieler                                   | Nationalität                              | Verein                                    |
|                                    | Gouden Schoen       | Gouden Schoen  | Gouden Schoen       | Voetballer van het Jaar van de Eredivisie | Voetballer van het Jaar van de Eredivisie | Voetballer van het Jaar van de Eredivisie |
| ---------------------------------- | ------------------- | -------------- | ------------------- | ----------------------------------------- | ----------------------------------------- | ----------------------------------------- |
| 1982                               | Martin Haar         | Niederlande    | HFC Haarlem         |                                           |                                           |                                           |
| 1983                               | Piet Schrijvers     | Niederlande    | Ajax Amsterdam      |                                           |                                           |                                           |
| 1984                               | Johan Cruyff        | Niederlande    | Feyenoord Rotterdam | Ruud Gullit                               | Niederlande                               | Feyenoord Rotterdam                       |
| 1985                               | Frank Rijkaard      | Niederlande    | Ajax Amsterdam      | Marco van Basten                          | Niederlande                               | Ajax Amsterdam                            |
| 1986                               | Ruud Gullit         | Niederlande    | PSV Eindhoven       | Ruud Gullit                               | Niederlande                               | PSV Eindhoven                             |
| 1987                               | Frank Rijkaard      | Niederlande    | Ajax Amsterdam      | Ronald Koeman                             | Niederlande                               | PSV Eindhoven                             |
| 1988                               | Gerald Vanenburg    | Niederlande    | PSV Eindhoven       | Ronald Koeman                             | Niederlande                               | PSV Eindhoven                             |
| 1989                               | Gerald Vanenburg    | Niederlande    | PSV Eindhoven       | Romário                                   | Brasilien                                 | PSV Eindhoven                             |
| 1990                               | Edward Sturing      | Niederlande    | Vitesse Arnhem      | Jan Wouters                               | Niederlande                               | Ajax Amsterdam                            |
| 1991                               | Henny Meijer        | Niederlande    | FC Groningen        | Dennis Bergkamp                           | Niederlande                               | Ajax Amsterdam                            |
| 1992                               | John Metgod         | Niederlande    | Feyenoord Rotterdam | Dennis Bergkamp                           | Niederlande                               | Ajax Amsterdam                            |
| 1993                               | Marc Overmars       | Niederlande    | Ajax Amsterdam      | Jari Litmanen                             | Finnland                                  | Ajax Amsterdam                            |
| 1994                               | Ed de Goey          | Niederlande    | Feyenoord Rotterdam | Ronald de Boer                            | Niederlande                               | Ajax Amsterdam                            |
| 1995                               | Danny Blind         | Niederlande    | Ajax Amsterdam      | Luc Nilis                                 | Belgien                                   | PSV Eindhoven                             |
| 1996                               | Danny Blind         | Niederlande    | Ajax Amsterdam      | Ronald de Boer                            | Niederlande                               | Ajax Amsterdam                            |
| 1997                               | Jaap Stam           | Niederlande    | PSV Eindhoven       | Jaap Stam                                 | Niederlande                               | PSV Eindhoven                             |
| 1998                               | Edwin van der Sar   | Niederlande    | Ajax Amsterdam      |                                           |                                           |                                           |
| 1998/99                            | Michael Mols        | Niederlande    | FC Utrecht          | Ruud van Nistelrooy                       | Niederlande                               | PSV Eindhoven                             |
| 1999/00                            | Jerzy Dudek         | Polen          | Feyenoord Rotterdam | Ruud van Nistelrooy                       | Niederlande                               | PSV Eindhoven                             |
| 2000/01                            | Johann Vogel        | Schweiz        | PSV Eindhoven       | Mark van Bommel                           | Niederlande                               | PSV Eindhoven                             |
| 2001/02                            | Cristian Chivu      | Rumänien       | Ajax Amsterdam      | Pierre van Hooijdonk                      | Niederlande                               | Feyenoord Rotterdam                       |
| 2002/03                            | Dirk Kuyt           | Niederlande    | FC Utrecht          | Mateja Kežman                             | Serbien und Montenegro                    | PSV Eindhoven                             |
| 2003/04                            | Maxwell             | Brasilien      | Ajax Amsterdam      | Maxwell                                   | Brasilien                                 | Ajax Amsterdam                            |
| 2004/05                            | Mark van Bommel     | Niederlande    | PSV Eindhoven       | Mark van Bommel                           | Niederlande                               | PSV Eindhoven                             |
| Nederlands voetballer van het jaar |                     |                |                     |                                           |                                           |                                           |
| 2006                               | Dirk Kuyt           | Niederlande    | Feyenoord Rotterdam |                                           |                                           |                                           |
| 2007                               | Afonso Alves        | Brasilien      | SC Heerenveen       |                                           |                                           |                                           |
| 2008                               | Johnny Heitinga     | Niederlande    | Ajax Amsterdam      |                                           |                                           |                                           |
| 2009                               | Mounir El Hamdaoui  | Marokko        | AZ Alkmaar          |                                           |                                           |                                           |
| 2010                               | Luis Suárez         | Uruguay        | Ajax Amsterdam      |                                           |                                           |                                           |
| 2011                               | Theo Janssen        | Niederlande    | FC Twente Enschede  |                                           |                                           |                                           |
| 2012                               | Jan Vertonghen      | Belgien        | Ajax Amsterdam      |                                           |                                           |                                           |
| 2013                               | Wilfried Bony       | Elfenbeinküste | Vitesse Arnheim     |                                           |                                           |                                           |
| 2014                               | Daley Blind         | Niederlande    | Ajax Amsterdam      |                                           |                                           |                                           |
| 2015                               | Georginio Wijnaldum | Niederlande    | PSV Eindhoven       |                                           |                                           |                                           |
| 2016                               | Davy Klaassen       | Niederlande    | Ajax Amsterdam      |                                           |                                           |                                           |
| 2017                               | Karim El Ahmadi     | Marokko        | Feyenoord Rotterdam |                                           |                                           |                                           |
| 2018                               | Hakim Ziyech        | Marokko        | Ajax Amsterdam      |                                           |                                           |                                           |
| 2019                               | Matthijs de Ligt    | Niederlande    | Ajax Amsterdam      |                                           |                                           |                                           |
| 2020                               |                     |                |                     |                                           |                                           |                                           |
| 2021                               | Dušan Tadić         | Serbien        | Ajax Amsterdam      |                                           |                                           |                                           |
| 2022                               | Cody Gakpo          | Niederlande    | PSV Eindhoven       |                                           |                                           |                                           |
| 2023                               | Orkun Kökçü         | Türkei         | Feyenoord Rotterdam |                                           |                                           |                                           |
| 2024                               | Luuk de Jong        | Niederlande    | PSV Eindhoven       |                                           |                                           |                                           |

### Fußball-Talent des Jahres der Niederlande
| Jahr                                            | Spieler                        | Nationalität                   | Verein                         |
| Nederlands Talent van het Jaar                  | Nederlands Talent van het Jaar | Nederlands Talent van het Jaar | Nederlands Talent van het Jaar |
| ----------------------------------------------- | ------------------------------ | ------------------------------ | ------------------------------ |
| 1984                                            | Mario Been                     | Niederlande                    | Feyenoord Rotterdam            |
| 1985                                            | Frans van Rooy                 | Niederlande                    | PSV Eindhoven                  |
| 1986                                            | Aron Winter                    | Niederlande                    | Ajax Amsterdam                 |
| 1987                                            | Bryan Roy                      | Niederlande                    | Ajax Amsterdam                 |
| 1988                                            | Pieter Huistra                 | Niederlande                    | Twente Enschede                |
| 1989                                            | Richard Witschge               | Niederlande                    | Ajax Amsterdam                 |
| 1990                                            | Dennis Bergkamp                | Niederlande                    | Ajax Amsterdam                 |
| 1991                                            | Gaston Taument                 | Niederlande                    | Feyenoord Rotterdam            |
| 1992                                            | Marc Overmars                  | Niederlande                    | Ajax Amsterdam                 |
| 1993                                            | Clarence Seedorf               | Niederlande                    | Ajax Amsterdam                 |
| 1994                                            | Clarence Seedorf               | Niederlande                    | Ajax Amsterdam                 |
| 1995                                            | Patrick Kluivert               | Niederlande                    | Ajax Amsterdam                 |
| 1996                                            | Jon Dahl Tomasson              | Dänemark                       | SC Heerenveen                  |
| 1997                                            | Boudewijn Zenden               | Niederlande                    | PSV Eindhoven                  |
| 1998/99                                         | Mark van Bommel                | Niederlande                    | Fortuna Sittard                |
| 1999/00                                         | Arnold Bruggink                | Niederlande                    | PSV Eindhoven                  |
| 2000/01                                         | Rafael van der Vaart           | Niederlande                    | Ajax Amsterdam                 |
| 2001/02                                         | Robin van Persie               | Niederlande                    | Feyenoord Rotterdam            |
| 2002/03                                         | Arjen Robben                   | Niederlande                    | PSV Eindhoven                  |
| 2003/04                                         | John Heitinga                  | Niederlande                    | Ajax Amsterdam                 |
| Seit 2003 wird der Johan Cruijff Prijs vergeben |                                |                                |                                |
| 2003                                            | Arjen Robben                   | Niederlande                    | PSV Eindhoven                  |
| 2004                                            | Wesley Sneijder                | Niederlande                    | Ajax Amsterdam                 |
| 2005                                            | Salomon Kalou                  | Elfenbeinküste                 | Feyenoord Rotterdam            |
| 2006                                            | Klaas-Jan Huntelaar            | Niederlande                    | Ajax Amsterdam                 |
| 2007                                            | Ibrahim Afellay                | Niederlande                    | PSV Eindhoven                  |
| 2008                                            | Miralem Sulejmani              | Serbien                        | SC Heerenveen                  |
| 2009                                            | Eljero Elia                    | Niederlande                    | Twente Enschede                |
| 2010                                            | Gregory van der Wiel           | Niederlande                    | Ajax Amsterdam                 |
| 2011                                            | Christian Eriksen              | Dänemark                       | Ajax Amsterdam                 |
| 2012                                            | Adam Maher                     | Niederlande                    | AZ Alkmaar                     |
| 2013                                            | Marco van Ginkel               | Niederlande                    | Vitesse Arnheim                |
| 2014                                            | Davy Klaassen                  | Niederlande                    | Ajax Amsterdam                 |
| 2015                                            | Memphis Depay                  | Niederlande                    | PSV Eindhoven                  |
| 2016                                            | Vincent Janssen                | Niederlande                    | AZ Alkmaar                     |
| 2017                                            | Kasper Dolberg                 | Dänemark                       | Ajax Amsterdam                 |
| 2018                                            | Matthijs de Ligt               | Niederlande                    | Ajax Amsterdam                 |
| 2019                                            | Frenkie de Jong                | Niederlande                    | Ajax Amsterdam                 |
| 2020                                            | Nicht vergeben                 | Nicht vergeben                 | Nicht vergeben                 |
| 2021                                            | Ryan Gravenberch               | Niederlande                    | Ajax Amsterdam                 |
| 2022                                            | Jurriën Timber                 | Niederlande                    | Ajax Amsterdam                 |

## Fußball-Trainer des Jahres der Niederlande
| Jahr                                            | Trainer                                         | Nationalität                                    | Verein                                          |
| Seit 2004 wird der Rinus Michels Award vergeben | Seit 2004 wird der Rinus Michels Award vergeben | Seit 2004 wird der Rinus Michels Award vergeben | Seit 2004 wird der Rinus Michels Award vergeben |
| ----------------------------------------------- | ----------------------------------------------- | ----------------------------------------------- | ----------------------------------------------- |
| 2004                                            | Co Adriaanse                                    | Niederlande                                     | AZ Alkmaar                                      |
| 2005                                            | Guus Hiddink                                    | Niederlande                                     | PSV Eindhoven                                   |
| 2006                                            | Guus Hiddink                                    | Niederlande                                     | PSV Eindhoven                                   |
| 2007                                            | Louis van Gaal                                  | Niederlande                                     | AZ Alkmaar                                      |
| 2008                                            | Fred Rutten                                     | Niederlande                                     | Twente Enschede                                 |
| 2009                                            | Louis van Gaal                                  | Niederlande                                     | AZ Alkmaar                                      |
| 2010                                            | Steve McClaren                                  | England                                         | Twente Enschede                                 |
| 2011                                            | Michel Preud’homme                              | Belgien                                         | Twente Enschede                                 |
| 2012                                            | Ronald Koeman                                   | Niederlande                                     | Feyenoord Rotterdam                             |
| 2013                                            | Frank de Boer                                   | Niederlande                                     | Ajax Amsterdam                                  |
| 2014                                            | Frank de Boer                                   | Niederlande                                     | Ajax Amsterdam                                  |
| 2015                                            | Phillip Cocu                                    | Niederlande                                     | PSV Eindhoven                                   |
| 2016                                            | Erik ten Hag                                    | Niederlande                                     | FC Utrecht                                      |
| 2017                                            | Peter Bosz                                      | Niederlande                                     | Ajax Amsterdam                                  |
| 2018                                            | Phillip Cocu                                    | Niederlande                                     | PSV Eindhoven                                   |
| 2019                                            | Erik ten Hag                                    | Niederlande                                     | Ajax Amsterdam                                  |
| 2020                                            | Nicht vergeben                                  | Nicht vergeben                                  | Nicht vergeben                                  |
| 2021                                            | Erik ten Hag                                    | Niederlande                                     | Ajax Amsterdam                                  |
| 2022                                            | Arne Slot                                       | Niederlande                                     | Feyenoord Rotterdam                             |
| 2023                                            | Arne Slot                                       | Niederlande                                     | Feyenoord Rotterdam                             |
| 2024                                            | Peter Bosz                                      | Niederlande                                     | Ajax Amsterdam                                  |

## Weblink
- RSSSF: Netherlands – Player of the Year and Other Awards (englisch)